# NGC 3497
NGC 3497 est une vaste galaxie lenticulaire située dans la constellation de la Coupe. NGC 3497 a été découverte par l'astronome germano-britannique William Herschel en 1790. 

## Histoire
Cette galaxie apparait sous deux autres dénominations dans le New General Catalog et une autre dans l'Index Catalog : NGC 3525, une observation d'Ormond Stone en 1886, NGC 3528, une observation de John Herschel le 22 mars 1835 et IC 2624, une observation de Lewis Swift le 11 avril 1898.

## Caractéristiques
NGC 3497 est peut-être une galaxie LINER, c'est-à-dire une galaxie dont le noyau présente un spectre d'émission caractérisé par de larges raies d'atomes faiblement ionisés.

### Distance
Sa vitesse par rapport au fond diffus cosmologique est de 4 067 ± 36 km/s, ce qui correspond à une distance de Hubble de 60,0 ± 4,2 Mpc (∼196 millions d'al).
À ce jour, une mesure non basée sur le décalage vers le rouge (redshift) donne une distance d'environ 56,000 Mpc (∼183 millions d'al). Cette valeur est à l'intérieur des valeurs de la distance de Hubble. Notons cependant que c'est avec la valeur moyenne des mesures indépendantes, lorsqu'elles existent, que la base de données NASA/IPAC calcule le diamètre d'une galaxie et qu'en conséquence le diamètre de NGC 3497 pourrait être d'environ 61,1 kpc (∼199 000 al) si on utilisait la distance de Hubble pour le calculer.